# Агворик
Агворик (арм. Աղվորիկ) — село в Армении. Находится в Ширакской области. Население — 126 человек.
В местонахождении Агворик в Верхне-Ахурянской котловине раннеашельские орудия (чопперы, пики, одно грубое рубило) найдены в раннеплейстоценовых отложениях, возраст которых примерно соответствует палеомагнитному эпизоду Олдувай.

## Экономика
Основной источник доходов в селе скотоводство и земледелие.